# Molorchus pinivorus
Molorchus pinivorus är en skalbaggsart som beskrevs av Masatoshi Takakuwa och Ikeda 1980. Molorchus pinivorus ingår i släktet Molorchus och familjen långhorningar. Inga underarter finns listade i Catalogue of Life.